# Bahía Esteverena
Die Bahía Esteverena ist eine Bucht an der Südküste der westantarktischen Vega-Insel. Sie liegt zwischen Kap Lamb im Westen und dem False Island Point im Osten. Die Bucht stellt den Durchfahrtsweg vom Herbert-Sund zum Erebus-und-Terror-Golf dar.
Argentinische Wissenschaftler benannten sie nach Korvettenkapitän Horacio Alberto Esteverena (* 1914), Schiffsführer der Granville bei einer von 1947 bis 1948 durchgeführten argentinischen Antarktisexpedition.